# Nicolae Stroe
Nicolae Stroe (Stroe Nacht, n. 5 mai 1906, comuna Răcăciuni, județul Bacău – d. 24 iunie 1990, Tel Aviv, Israel) a fost un regizor, actor și comic evreu-român. Conform certificatului de naștere donat de primarul comunei Răcăciuni, băiatului acestuia, Eugen Nacht Stroe, data nașterii este 5 mai 1906.

## Biografie
În perioada interbelică a făcut parte, împreună cu Vasile Vasilache, din cuplul umoristic Stroe și Vasilache. Pe Vasilache l-a cunoscut la Grădina Volta-Buzești. Prima emisiune „Ora veselă” s-a transmis la Radio București pe data de 9 ianuarie 1929.
După prematurul deces al partenerului Vasile Vasilache în anul 1944, în urma unui bombardament, N. Stroe a continuat solo transmiterea „live”, ani în șir, a popularei emisiuni "Ora veselă", care începea totdeauna cu refrenul:
Alo, alo, aici e Stroe,

Și roagă să-i dați voie,

O clipă să vă-nveselească,

Să glumească,

Iar cu Voi"... 
A debutat în teatru ca figurant la Teatrul Mic, iar primul rol adevărat a fost în piesa „Azais” de Louis Verneuil, unde a jucat alături de Leny Caler și Ion Iancovescu.
A emigrat în Israel în 1977.
A avut un frate, Isaiia Răcăciuni (poet, editor, romancier).
A fost căsătorit cu actrița Nora Piacentini și apoi, cu artista Rolanda Camin, cu care a avut un fiu, profesorul de teatru Eugen Nacht Stroe, și o fiică, Dana, psihologă.
„A fost unul dintre cele mai îndrăgite cupluri umoristice, înscris cu litere de aur în istoria Teatrului de Revistă si a Revistei românești, format din actorii N. Stroe (1905-1990) și Vasile Vasilache (1907-1944). Ei rămăn în istoria Revistei românești nu numai cu valoarea artei lor, ci mai presus de toate, cu gestul - care adesea mi se pare incomensurabil, de a fi trăit și de a fi murit prieteni” - scria Aurel Storin în cartea sa „Farmecul discret al revistei”.
În fiecare duminică la ora 14.30, cei doi se auzeau la Radio București în celebra Oră Veselă cu refrenul: „Alo, alo, aici e radio / Stroe și Vasilache, lache, lache...” . Pe 1 septembrie 1932 l-au convins pe directorul Radiodifuziunii, profesorul Mugur, tatăl regizorului de azi Vlad Mugur, să apară pe viu în emisiunea deja celebră `Ora veselă`.
După ce s-au cunoscut la Grădina Volta-Buzești, N.Stroe și Vasile Vasilache, au devenit prieteni de nedespărțit, iar în anii '30 și până în 1944, celebrul și popularul cuplu „Stroe și Vasilache” a fost cel mai iubit cuplu umoristic interbelic. 
Puțini sunt aceia care știu că cei doi au jucat și au realizat (scenariu, regie) și un film - printre cele mai vechi păstrate în întregime, cu scenariu original: Bing Bang (1934), primul film sonor și muzical românesc. Apoi, în 1935, au mai realizat și filmul Ora veselă. 
Au jucat la Teatrul Alhambra și în spectacolele de revistă ale Companiei Cărăbuș - Constantin Tănase în București. Au fost invitați la Paris, la Radio France, Istanbul, Beirut, Tel Aviv, Alexandria - Egipt și la curtea regelui Faruk alături de marele Constantin Tănase. 
Au scris nenumărate texte pentru reviste și comedii muzicale: „Acceleratul 402”, „Firfirica”, „Cavaler Gândac”, „„Săracu' Gică”, „Apartamentul 42”, „Picollo” și altele. 
În 1940, deși actorilor Stroe și Vasilache li s-a interzis să mai apară împreună pe scenă, prietenia lor strânsă i-a făcut să continue să scrie și să compună împreună. Vasilache juca în spectacolele de la „Cărăbuș” și „Alhambra”, iar N.Stroe la „Barașeum” - teatrul artiștilor evrei.
În 1944 Vasile Vasilache (s-a născut pe 26 octombrie 1907, la Huși, județul Vaslui) moare în urma unui bombardament american asupra Bucureștilor (de la 4 aprilie). După prematurul deces al partenerului, în anul 1944, N. Stroe a continuat singur transmiterea „live” ani în șir, a popularei emisiuni `Ora veselă` (au mai fost și altele - „Alo! Alo! Aici e Stroe și Vasilache” și la „Alo, aici e Stroe”), care începea totdeauna cu refrenul:
„Alo, alo, aici e Stroe 
Și roagă să-i dați voie,
O clipă să vă-nveselească,
Să glumească,
Iar cu Voi...”
În 1945 Stroe, rămas singur, înființează împreună cu Nora Piacentini și Mircea Septilici, Teatrul „Atlantic”, aflat pe strada Academiei din București, unde, timp de patru ani joacă în nenumărate reviste și comedii cu sala plină. După naționalizare, N.Stroe și trupa de artiști de la Atlantic se mută la Teatrul de Estradă (împreună cu Elly Roman, Zizi Șerban, Didi Ionescu, I.Brandea, Rolanda Camin, Renato Giordani, Gică Petrescu, Ion Antonescu Cărăbuș și alții). Aici, timp de 2 ani colaborează împreună cu compozitorul Elly Roman, directorul teatrului. La insistența lui Stroe Teatrul de Estradă a fost redenumit - Teatrul satiric-muzical `Constantin Tănase`. 
Continuă apariția la radio, duminica, la `Ora Veselă` și apoi la `Radio Magazin, `Satira și umorul`, `Unda veselă` cu binecunoscutul refren.
La `Tănase` scrie, regizează și apare în nenumărate spectacole de revistă, încurajând tinere talente care au devenit mai tarziu vedete ale genului - Mircea Crișan, Vasile Tomazian și alții. După ani de succese - `Revista 58`, `Revista 62`, `Pe aripile revistei`, în urma multor dispute cu directorul teatrului de atunci, Sandu Eliad, N.Stroe se pensionează și părăsește teatrul pe care îl botezase și căruia îi dăduse tot timpul și sufletul său. Înființează propria trupă de teatru prin `ARIA` cu care apare în numeroase spectacole de `Micro-revistă`, cum le numea personal, în București la Sala Dalles și în turnee prin toată țara. 
N.Stroe, regizor, scriitor (a scris „77 de ani în 200 de pagini”, „Vasilache”, „`Aplauze”. etc.), actor și regizor de teatru și film (a jucat în Bing Bang -1935, Ora Veselă - 1936, Toate pînzele sus -1976).
A semnat regia spectacolelor Companiei `Stroe-Vasilache`, Teatrului Majestic, Companiei `Stroe și Vasilache`, Teatrului `Atlantic` (4 ani de stagiune), Teatrului de Revistă `Constantin Tanăse` și ale trupelor de estradă sub conducerea personală în cadrul A.R.I.A, Companiei `Cărăbuș - Constantin Tănase`, apoi a comediilor muzicale `Firfirica`, `Cavaler Gandac`, `Săracu' Gică`, `Acceleratul 402`, `Cafeneaua Mică`. 
A fost căsătorit cu actrița Nora Piacentini și cu artista Rolanda Camin, cu care are un fiu, actor, regizor și profesor de teatru - Eugen Stroe (Nacht) și o fiică, Dana, psiholog.
N. Stroe a fost decorat cu titlul de Artist Emerit de către Petru Groza și cu Meritul Cultural Clasa I.
A avut doi copii. În 1977 emigrează cu familia în Israel unde, după apariții în fața comunității românești și publicarea a trei cărți autobiografice, se stinge din viață pe 24 iunie 1990.
În cartea sa `77 de ani în 200 de pagini`, N.Stroe povestește despre entuziasmul acelor ani alături de prietenul său cel mai bun: `Ne făceam visuri mărețe și, ca să nu le uităm, le-am scris mare pe un perete din cabina noastră. La punctul unu am trecut un film ca la Hollywood sau pe aproape. Am început să scriem scenariul, cum în Capitală rulau numai filme cu prinți și prințese sau conți și contese și alte marafeturi. Noi am ales o poveste simplă, umană și foarte aproape de realitate, despre doi șomeri care se numeau Bing și Bang. Când scenariul a fost gata și cei care l-au citit au fost încântați, primul lucru pe care l-am făcut a fost să găsim un sponsor, aveam nevoie de cel puțin 350.000 lei, o mică avere în epocă. Tot prin fratele meu Isaiia (Răcăciuni- n.r.) am obținut banii de la directorul Loteriei de Stat, domnul Râmniceanu, care însă ne-a impus următorul final: șomerii cumpără un loz în final, care se dovedește a fi Lozul cel mare, devenind milionari. Loteria și-a făcut reclamă, iar noi ne-am realizat filmul. În afară de noi mai jucau: Vasiliu Birlic, Nora Piacentini, Nicolae Gărdescu, Sili Vasiliu, Richard Rang, nu lipseau nici mama mea, coana Eugenia și nici tatăl lui Vasilache. Studiourile noastre au fost: Cișmigiul, Grădina Icoanei, Lacul Snagov și Ateneul Popular de pe strada Romană`.
Printre șlagărele scrise și compuse de N. Stroe este suficient să ne amintim de „Trurli Trurli”, „Du-mă acasă, măi tramvai”, „Morărița”, „Ninge, ninge”, „Pentru tine”, „Nu plâng pentru nimeni”, „Dragoste, poveste veche”.

## Filmografie

### Regizor de film
- Bing Bang (1935)
- Ora veselă (1935)

### Actor
- Bing Bang (1935)
- Ora Veselă (1936)
- Toate pînzele sus (serial TV, 1977) - ep. 3

### Regizor de teatru
- revistele companiei Stroe Vasilache
- revistele Teatrului Majestic - Compania Stroe și Vasilache
- revistele Companiei Cărăbuș - Constantin Tănase printre care și două turnee ale companiei în Orientul Mijlociu
- comediile muzicale "Acceleratul 402", "Firfirica", "Cavaler Gândac", "Săracu' Gica", "Cafeneaua Mică"
- revistele Teatrului Atlantic în cei 4 ani de stagiune
- reviste al Teatrului Constantin Tanăse și ale trupelor de estradă sub conducerea personală în cadrul A.R.I.A.

## Cărți
- 77 de ani în 200 de pagini
- "Alo, va povesteste Stroe"
- Stroe-Vasilache-Aplauze(scrisă de fiul său Eugen după notele luate de la tată)

## Distincții
- titlul de „Artist Emerit al Republicii Populare Romîne” (20 decembrie 1954) „cu prilejul împlinirii a 30 de ani de activitate artistică și pentru merite deosebite în acest domeniu”[5][3][4]
- Ordinul „Meritul Cultural” clasa a III-a (12 septembrie 1968) „pentru merite deosebite în activitatea muzicală”[6]

## Fragmente audio
| (audio) | Stroe și Vasilache - „Alo, alo, aici e Radio” |  |  |

### Muzica
- Du-mă acasă măi tramvai - piesă foarte cunoscută cântată de Gică Petrescu
- Dragoste, poveste veche - piesă foarte cunoscută cântată de Gică Petrescu
- Morărița - piesă foarte cunoscută cântată de Petre Alexandru, Mia Braia, Mirabela Dauer
- Nu plâng pentru nimeni - piesă foarte cunoscută cântată de Gică Petrescu, Dorel Livianu
- Trurli - piesă foarte cunoscută cântată de Titi Botez, Mihaela Mihai, Gica Petrescu, Alexandru Andrieș, Paula Seling și alții

### Autor
"Acceleratul 402",
"Firfirica",
"Săracu' Gică",
"Apartamentul 42",
"Piccolo",
"Cavaler Gândac",
"Ras, tuns și frezat"(împreună cu Mihail Sebastian) neterminată